# Żywiec

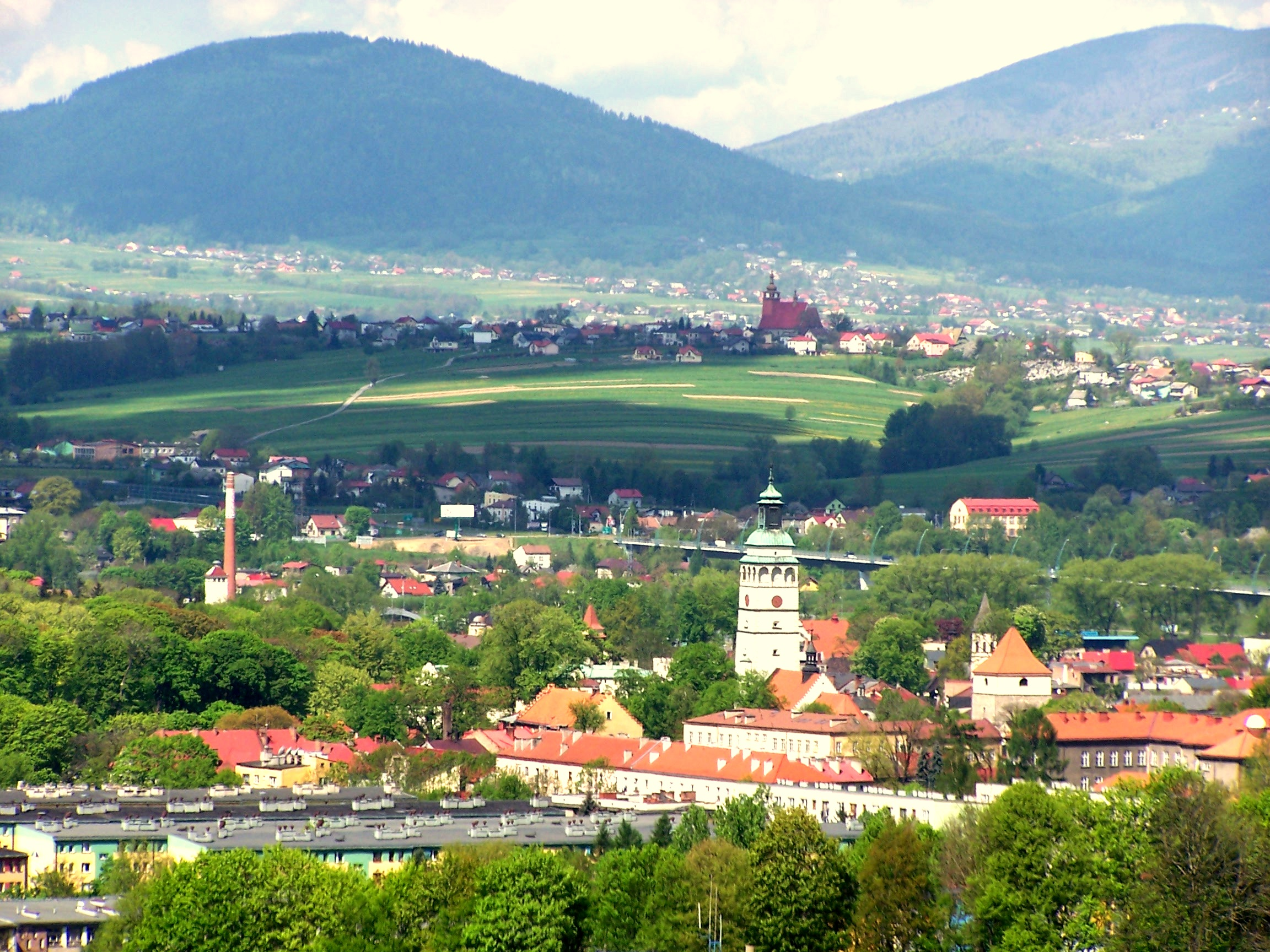
Panorama mit den Kleinen Beskiden

Żywiec ([ˈʒɨvʲɛʦ]; deutsch Saybusch, älter Seipusch; tschechisch Živec) ist eine Mittelstadt mit etwa 32.000 Einwohnern in der Woiwodschaft Schlesien in Polen. Es ist Sitz des gleichnamigen Kreises.

## Geographie

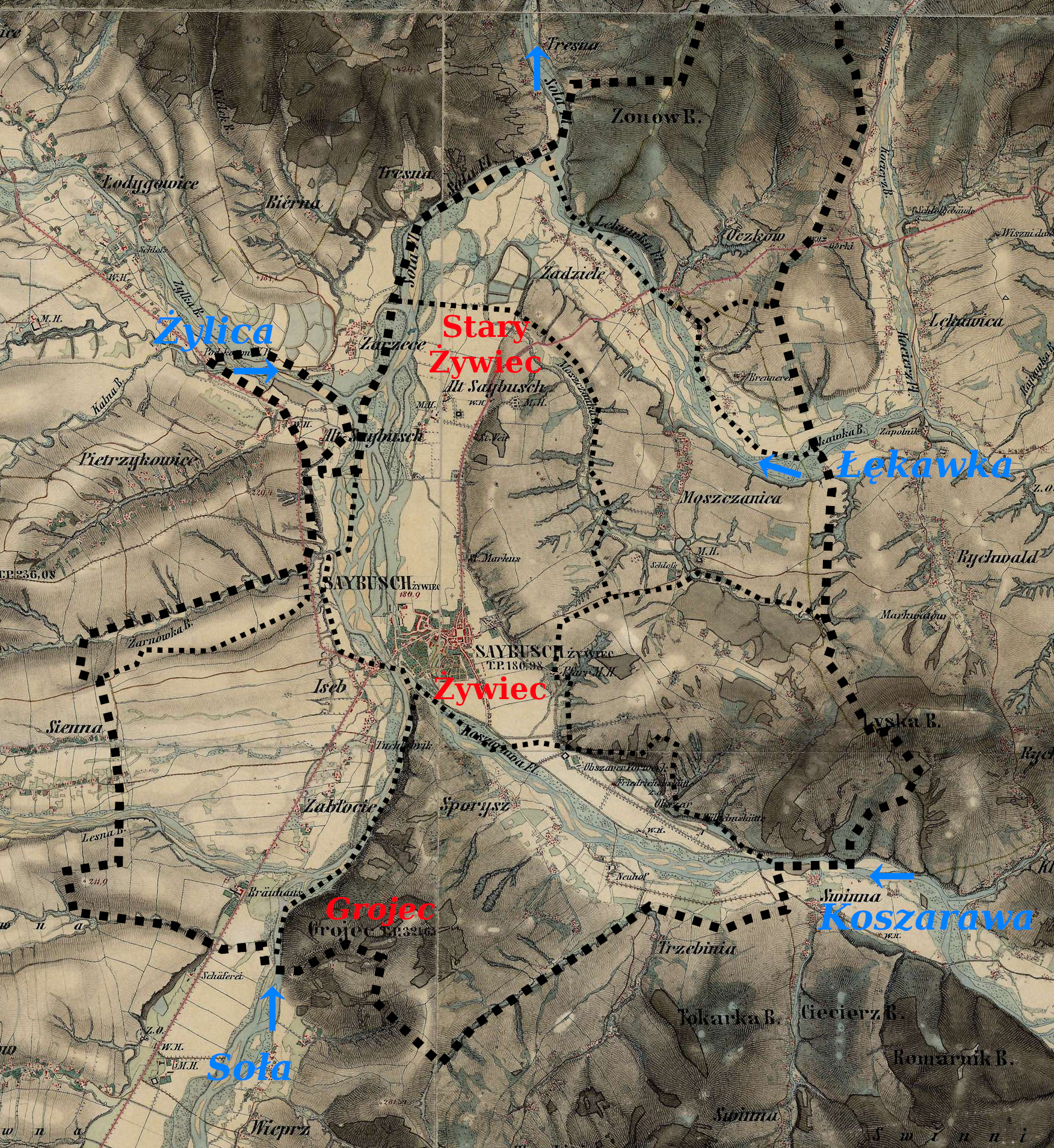
Rot: Hügel Grojec (im Süden), Alt Saybusch (im Norden) und (Neu-)Saybusch am Zusammenfluss von Soła, Koszarawa, Żylica und Łękawka auf österreichischer Karte im Hintergrund;

Das Stadtzentrum liegt auf einer Höhe von 345 bis 350 m über NN, geht aber im Norden bis auf 830 m über NN hinauf, in dem zu den Beskiden gehörenden Saybuscher Becken an der Mündung der Koszarawa in die Soła, die nördlich zum Jezioro Żywieckie aufgestaut wird. Etwa 18 km nordwestlich liegt die Großstadt Bielsko-Biała. In der Nachbarschaft befindet sich das Dreiländereck mit Tschechien und der Slowakei. Die historische Landschaft des Saybuscher Landes wird heute mehrheitlich und nach der Identität der Bewohner als Teil Kleinpolens betrachtet, ist aber wegen spätmittelalterlicher Zugehörigkeit zu schlesischen Herzogtümern (Oppeln-Ratibor, Teschen, Auschwitz), später auch zum Kreis Schlesien der Woiwodschaft Krakau, kleinpolnisch-schlesischer Grenzbereich.
Das Stadtgebiet nimmt 50,57 km² ein, wovon 45 % Ackerfläche und 17 % Wald sind. Das Stadtgebiet macht 4,9 % des Kreisgebiets aus.
Nach dem Zweiten Weltkrieg gehörte die Stadt zunächst zur Woiwodschaft Krakau und ab 1975 zur Woiwodschaft Bielsko-Biała.
Das Stadtgebiet grenzt an die folgenden Gemeinden:
- Czernichów
- Gilowice
- Lipowa
- Łękawica
- Łodygowice
- Radziechowy-Wieprz
- Świnna

## Stadtgliederung
Die Stadt ist in acht Stadtteile gegliedert.
- Kocurów-Koleby
- Moszczanica (mit Zadziele)
- Oczków
- Podlesie
- Rędzina
- Sporysz
- Śródmieście
- Zabłocie

## Etymologie
Der Name der Stadt, früher auch Żywcza (feminine Form) und Żywcze, taucht in den Urkunden als Zivicz (1326), Zipscha (1327), Ziwcza (1335) und Ziwiecz (1603) auf. Der Name ist possessiv abgeleitet vom vermutlichen Urbesitzer *Żywie(k) (z. B. wurde im Jahr 1484 der Personenname Szywczek de Pakoschowka erwähnt), möglicherweise auch vom polnischen Appellativ żywy, was sich als lebendig übersetzen lässt und darauf anspielt, dass hier lebendiges Inventar, also Vieh, gehalten wurde. Das Stadtwappen mit dem Stierkopf unter dem Adler der oberschlesischen Piasten nimmt hierauf Bezug.
Der deutsche Name Saybusch entwickelte sich wahrscheinlich von Zipscha (1327), im 15. Jahrhundert durch Salbchus (1440), Zeywissch (1445), Seÿppich (1448) und Seypusch (1580). Andrzej Komoniecki (1658–1729) leitete die damalige deutsche Form des Namens aus der örtlichen Tradition der Tierwirtschaft ab: Zaypus, to jest Świni Las albo Świniopas. (Świni Las – etwa Sauwald bzw. Saubusch, Świniopas wäre Schweinehirt).

## Geschichte

### Mittelalter
Auf dem Żywiecer Hausberg Grojec befand sich in der Antike eine keltische Festung, die im Frühmittelalter zu einer westslawischen Festungsanlage ausgebaut wurde.
Die ersten urkundlichen Erwähnungen des herzöglichen Dorfs stammen aus der Zeit um 1300 während des polnischen Partikularismus. Die römisch-katholische Pfarrei wurde im Jahre 1308 erstmals urkundlich erwähnt, sie wurde auch als Zivicz im Peterspfennigregister des Jahres 1326 im Dekanat Auschwitz des Bistums Krakau erwähnt. Es handelt sich um einen Ort, der später Stary Żywiec (Alt Saybusch) genannt wurde und einige Kilometer flussabwärts auf dem Grund des heutigen Stausees lag. Nach der Teilung des Herzogtums Teschen im Jahre 1315 befand sich der Ort im neugegründeten Herzogtum Auschwitz. Seit 1327 stand das Herzogtum unter Lehnsherrschaft des Königreichs Böhmen und das begleitende Dokument erwähnt ein oppidum Zipscha.

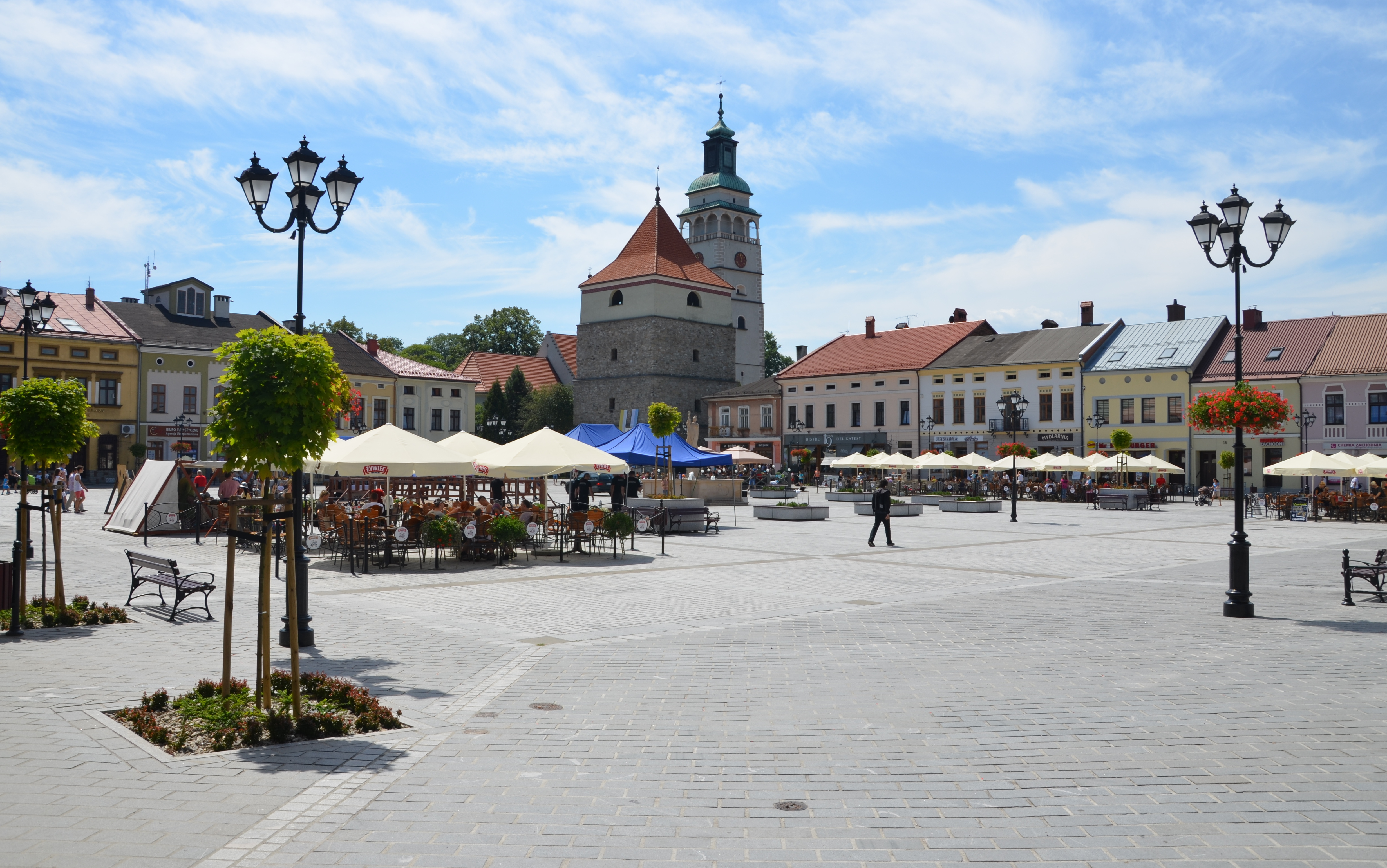
Marktplatz

Im Jahr 1445 wurde es in einem deutschsprachigen Dokument im Satz in unserm Zeywisschem weigbilde gelegen erwähnt, was auch die erste Erwähnung des Saybuscher Weichbilds war. Im gleichen Jahr, bei der Teilung des Herzogtums Auschwitz, fiel das Weichbild an Przemislaus III., der nach einem Brand 1447 an der heutigen Stelle 1448 die Stadt neu gründete (da der ursprüngliche Siedlungsort ungünstig lag und oft von Hochwassern heimgesucht wurde). Am 13. September 1448 bestätigte der Herzog die Privilegien und verbot den lande unde gebitte Seÿppichs keinen markth nicht sullin.
Einige Jahre früher, um 1447, wurde das Weichbild wahrscheinlich an die Familie Skrzyński verpfändet, wodurch die private Herrschaft in diesem Gebiet begann, die die Ausgliederung aus dem Herzogtum Auschwitz zur Folge hatte (sicherlich zwischen den Jahren 1450 und 1452). In den Jahren 1460–1465 war die Familie Skrzyński als Raubritter im polnisch-schlesischen Grenzbereich aktiv, woraufhin der polnischen König Kasimir IV. militärisch intervenierte. 1462 wurde die Burg Grojec von königlichen Truppen zerstört und nicht wieder aufgebaut. Die Herrschaft der Familie Skrzyński wurde beseitigt und das Alte Schloss stieg zu einem Königsschloss auf. Doch bereits 1467 vermachte König Kasimir IV. Żywiec mit dem ganzen Saybuscher Land der Adelsfamilie Komorowski für ihre politische Unterstützung, insbesondere der Ungarnpolitik des Königs. Piotr Komorowski wechselte jedoch seine politische Ausrichtung und wandte sich Matthias Corvinus zu und gegen den polnischen König, worauf dieser 1477 die Stadt besetzen und das Schloss zerstören ließ. Gleichwohl gelang es Piotr Komorowski nach einem erneuten Politikwechsel sich mit dem König zu versöhnen und er erhielt seine Latifundie zurück.

### Frühe Neuzeit

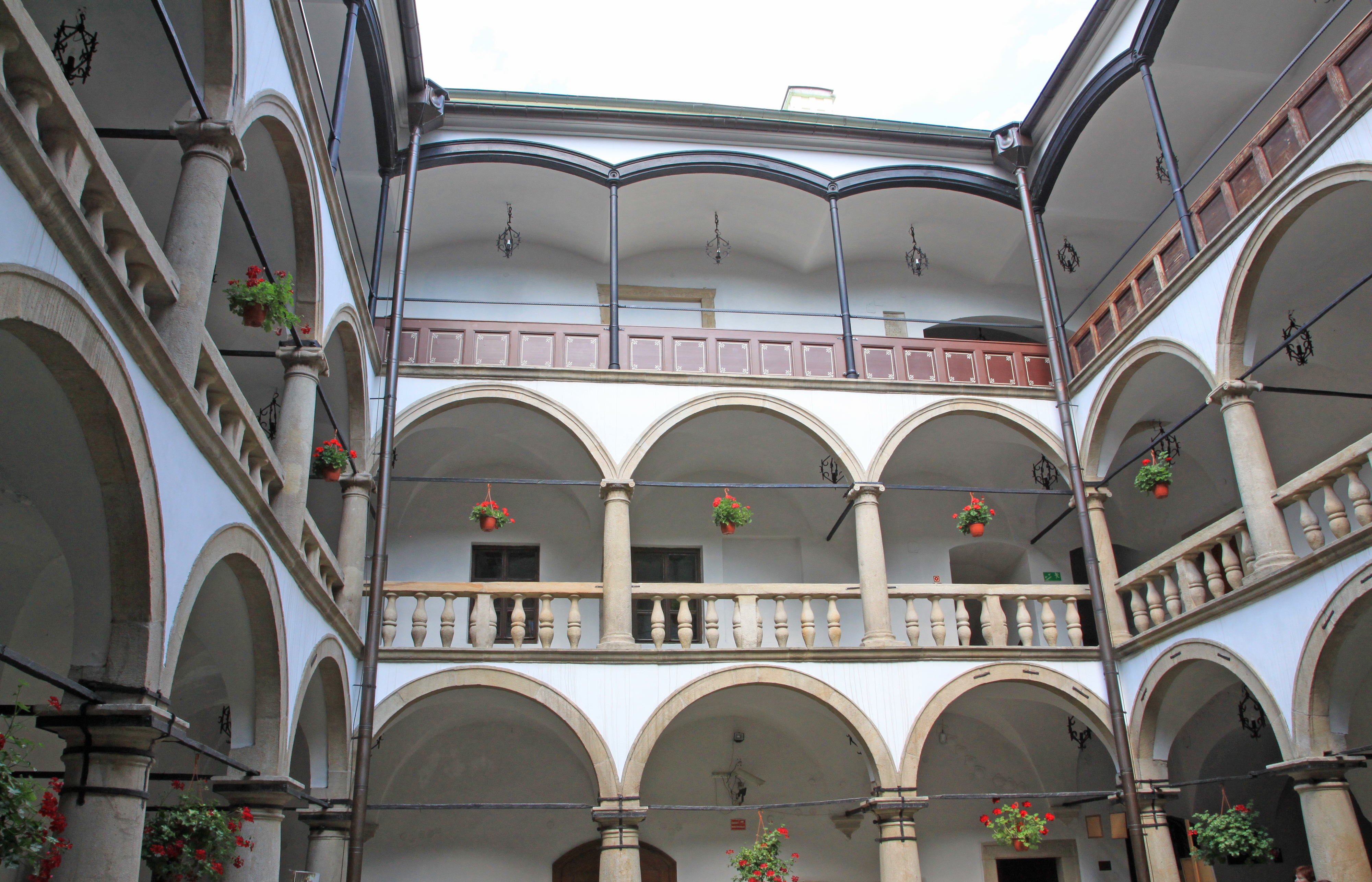
Altes Schloss

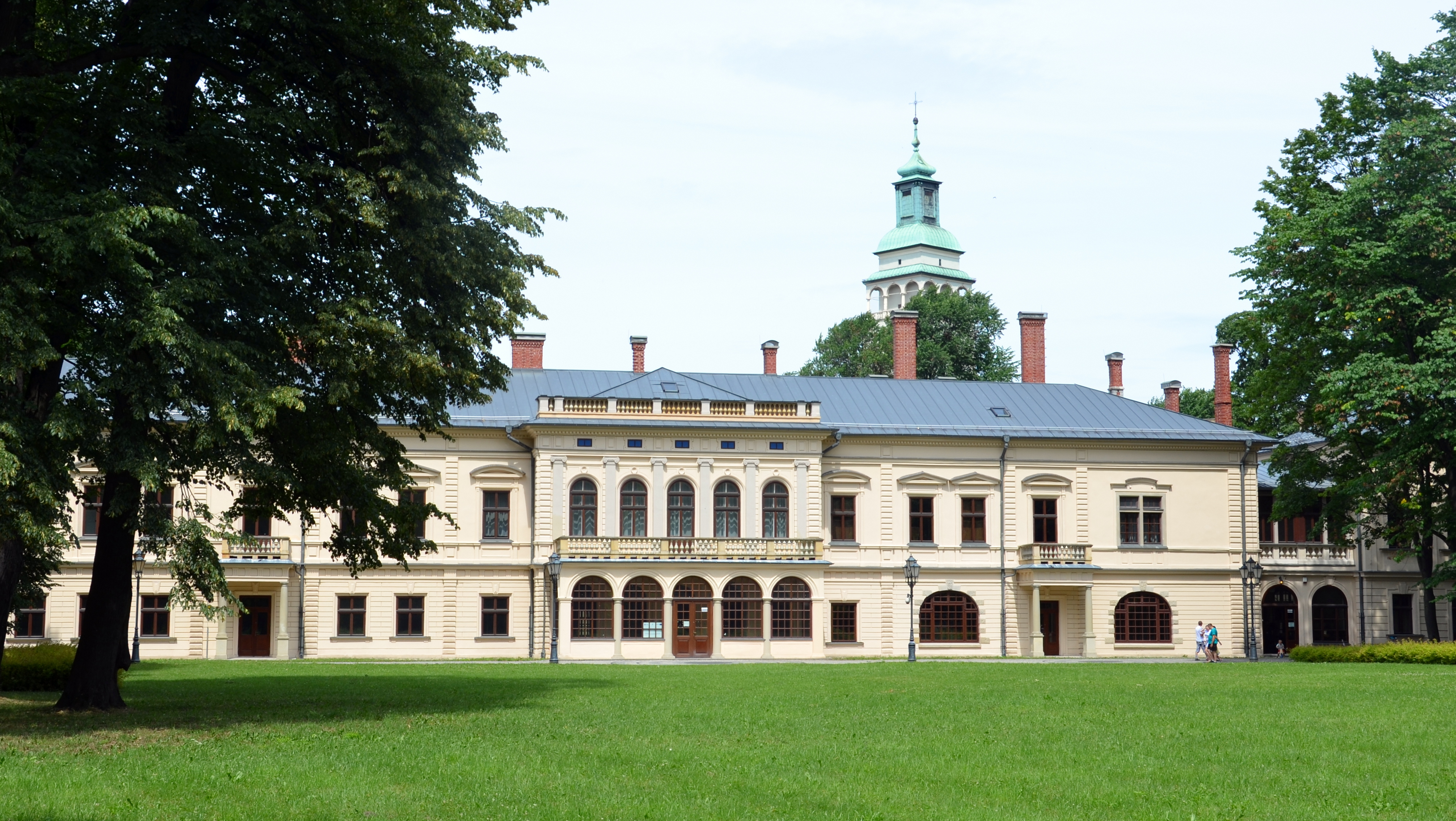
Neues Schloss

Kasimirs IV. Sohn Sigismund der Alte verlieh der Stadt 1512 Marktrechte und befreite sie 1518 von Abgaben, was den wirtschaftlichen Aufschwung der Stadt begünstigte. Die Pfarrkirche wurde von 1512 bis 1542 anstelle einer Holzkirche im Stil der Renaissance errichtet. 1537 erhielt das Bürgertum das Braurecht und das Recht des Bierausschanks. 1542 entstand das erste Stadtspital, 1548 die Stadtbrauerei und 1558 die städtische Schule. 1579 erhielt die Stadt das Stapelrecht sowie weitere Handelsrechte von Stephan Báthory, der die Stadt am Handelsweg in seine ungarische Heimat förderte.
1564 wurde das Herzogtum Auschwitz-Zator zusammen mit dem Land Saybusch als Kreis Schlesien der Woiwodschaft Kleinpolen eingegliedert.
Im Jahr 1600 gab es in der Stadt deutlich unter 1000 Einwohner. Es gab eine protestantische Gemeinde, der vor allem die deutschsprachige Minderheit angehörte.
1608 wurde das Saybuscher Land durch Erbfolge geteilt, die Stadt verblieb jedoch bei den Komorowskis, bis diese es 1624 an die polnische Königin Constanze verkauften, die der Stadt noch im gleichen Jahr das Privileg „de non tolerandis Judaeis“ verlieh. Nach ihrem Tod blieb es im Eigentum des polnischen Königshauses Wasa bis 1678. Während der Schwedischen Sintflut wurde die Stadt 1656 zerstört.
1678 erwarb Jan Wielopolski das Land Saybusch und es blieb bis 1838 bei den Wielopolskis. Die Wielopolskis bauten das Schloss im Barockstil aus und legten den Schlosspark an. Ansonsten ist jedoch ihre Herrschaft im 18. Jahrhundert vom wirtschaftlichen Niedergang der Stadt geprägt. Nach der Ersten Polnischen Teilung kam Żywiec an das neugegründete Königreich Galizien, das Teil der Habsburger Lande wurde. Die Wielopolskis blieben jedoch zunächst weiter Eigentümer der Stadt.

### Im Habsburgerreich

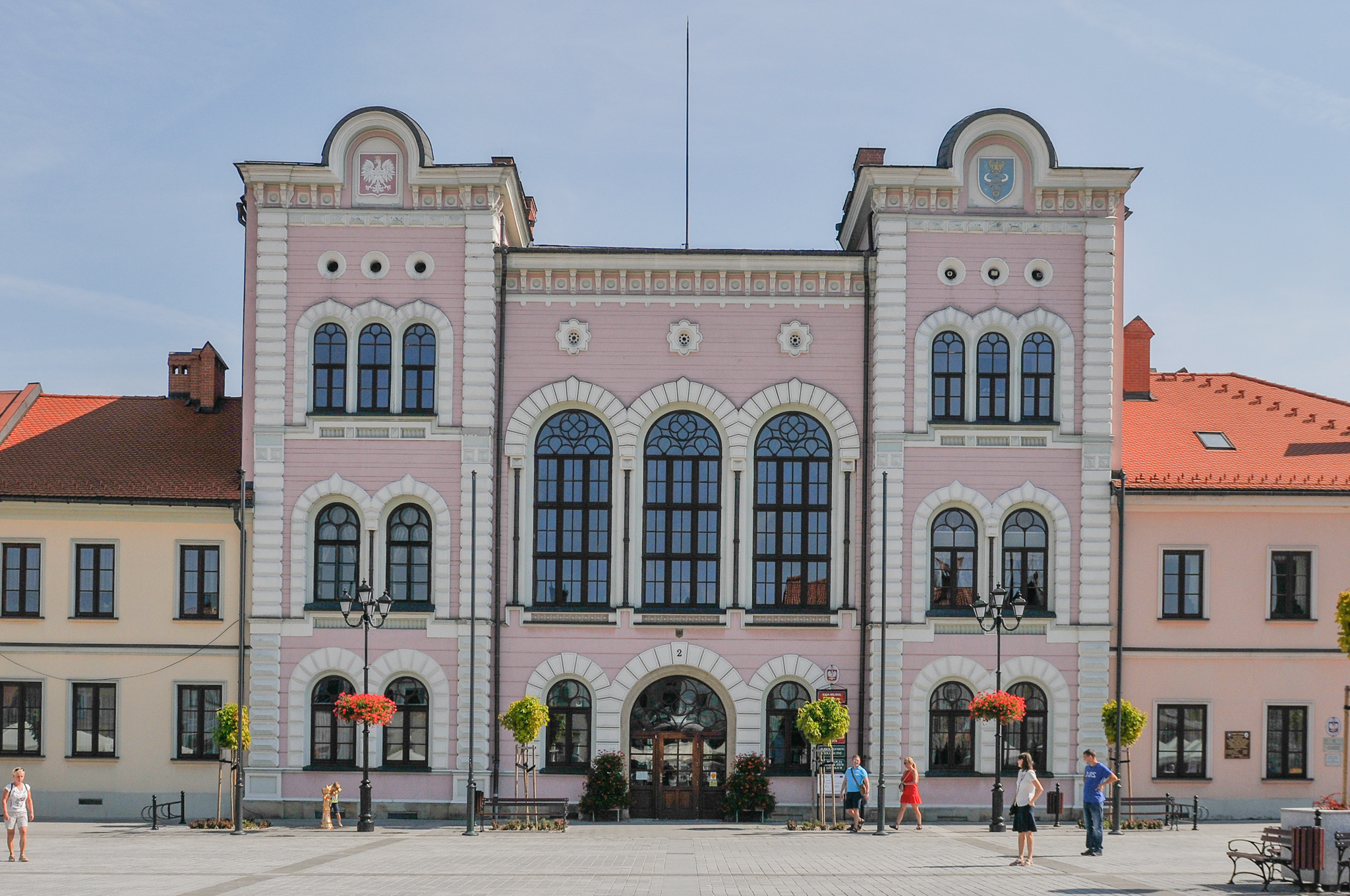
Rathaus

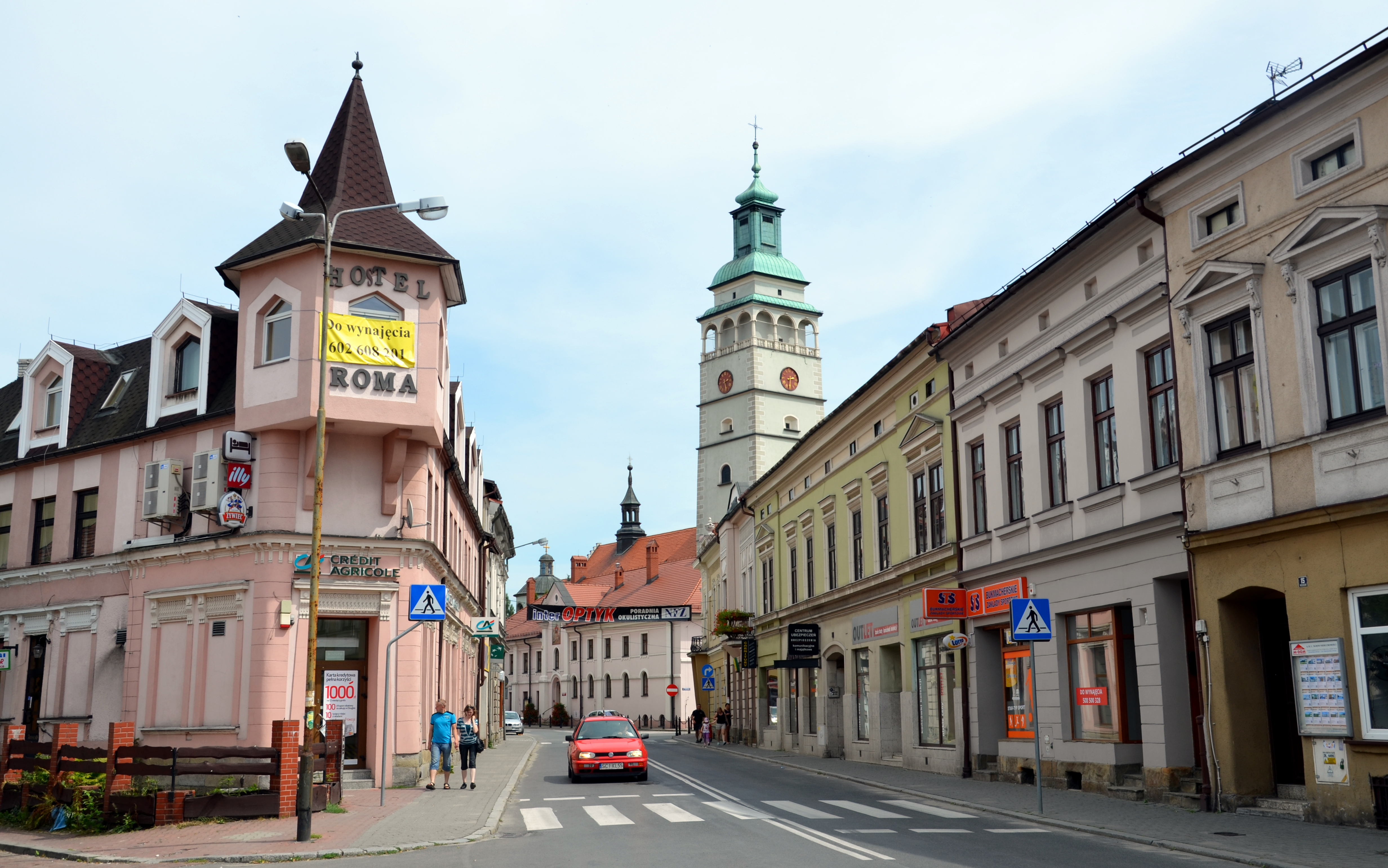
Altstadt

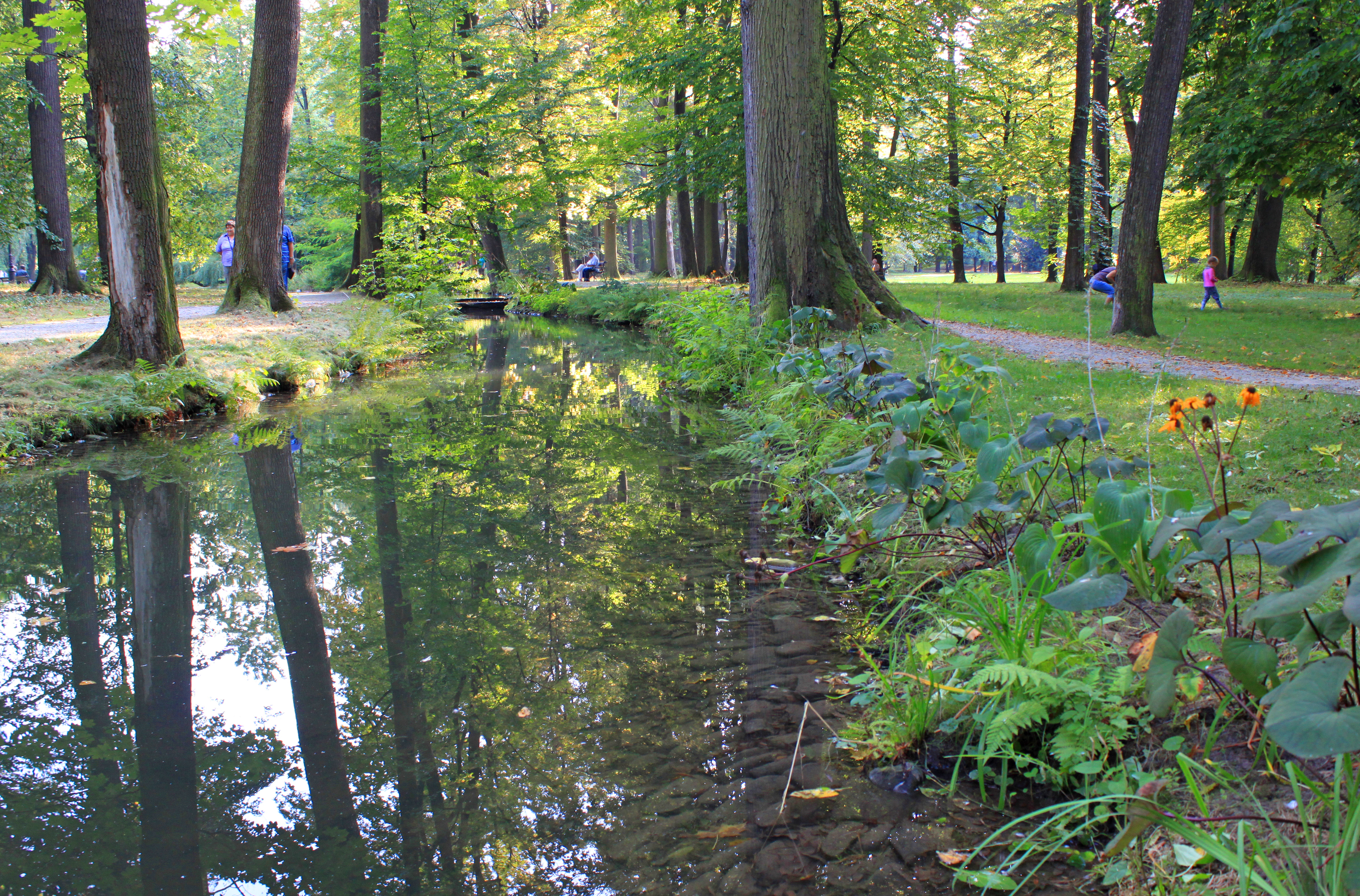
Schlosspark

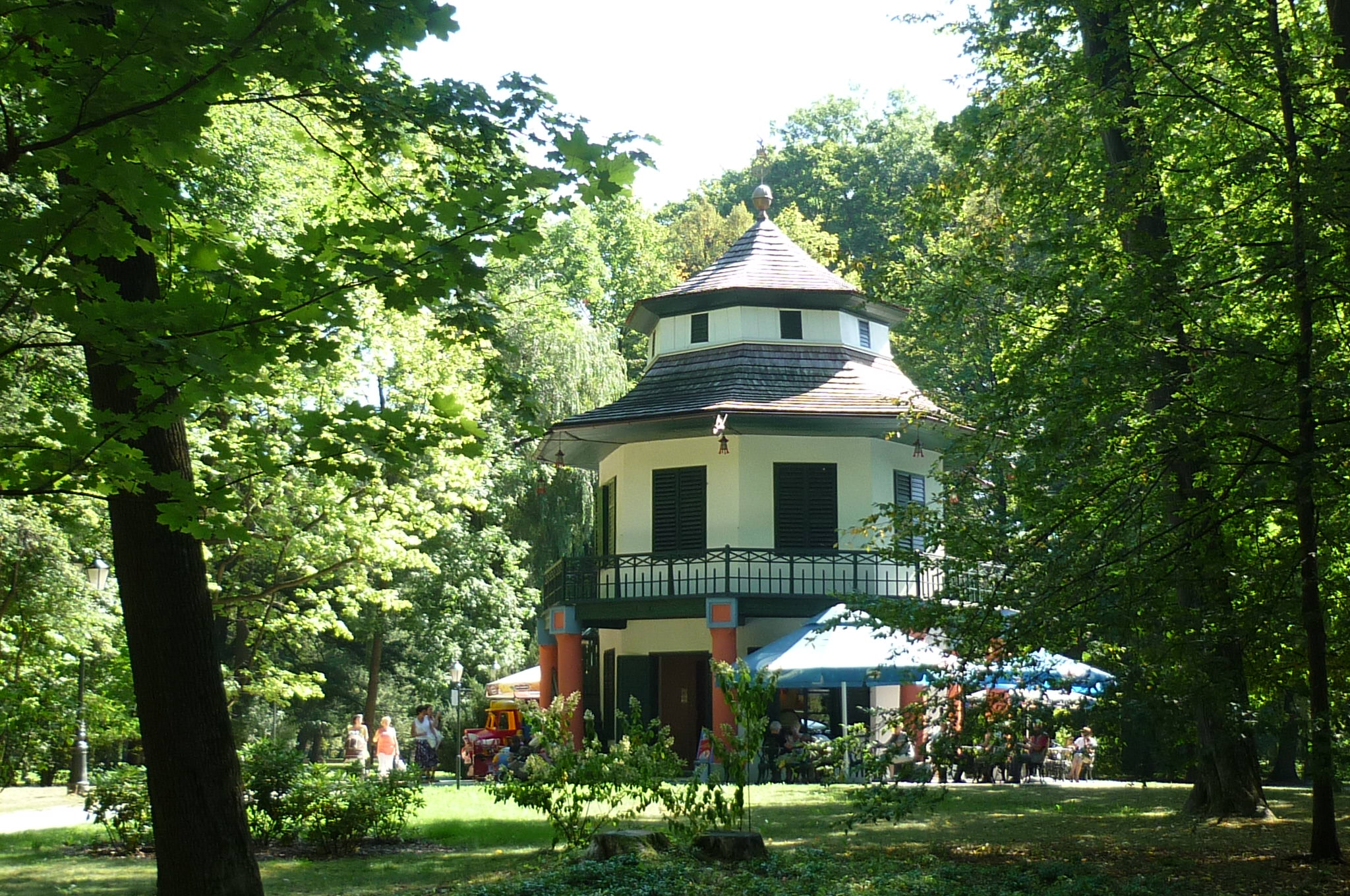
Chinesischer Turm

Bei der Ersten Teilung Polens kam die Stadt 1772 zum neuen Königreich Galizien und Lodomerien des habsburgischen Kaiserreichs (ab 1804). 1773 wurde die Stadt zum Sitz eines Distrikts im Kreis Wieliczka, der zwei Jahre später aufgelöst wurde und das Gebiet dem Kreisdistrikt Zator angeschlossen wurde. Ab 1782 gehörte es zum Kreis Myślenice (ab 1819 mit dem Sitz in Wadowice). Das ab 1818 bzw. 1820–1850 vorübergehend aus Galizien ausgegliederte und Österreichisch-Schlesien zugeordnete Herzogtum Auschwitz-Zator war in der Zeit formales Mitglied des Deutschen Bundes, obwohl es vor 1772 Polen und nicht dem Heiligen Römischen Reich unterstanden hatte. 1838 erwarb Erzherzog Karl von Österreich-Teschen das Land Saybusch und gliederte es der Teschener Kammer ein.
Ab 1854 bzw. 1867 war Żywiec der Sitz des Bezirks Saybusch bzw. Żywiec.
Große Teile der einstigen Herrschaft Saybusch wurden durch Landkäufe des Herzogs Albert von Sachsen-Teschen, eines Sohnes des sächsisch-polnischen Königs August III., 1810 Teil der Herrschaft der Teschener Kammer. In dieser Zeit erfolgte die Industrialisierung des Gebiets und in Żywiec entstand die Brauerei Żywiec, die Papierfabrik, die Hütte Friedrich, die Maschinenfabrik Ponar, die Lederwarenfabrik Sila und zahlreiche andere Unternehmen. 1868 wurde das Neue Rathaus gebaut. 1878 wurde die Stadt durch die Kaiser Ferdinands-Nordbahn und 1884 durch die Galizische Transversalbahn an das Schienennetz angeschlossen. Das Neue Schloss und zahlreiche andere öffentliche Bauwerke entstanden in der zweiten Hälfte des 19. Jahrhunderts, die bis heute das Stadtzentrum prägen.
Durch Erbteilung der Teschener Kammer 1895 entstand der Saybuscher Zweig der Habsburger, deren Stammvater Karl Stephan von Österreich wurde, der bereits fließend Polnisch sprach und auch nach dem Ersten Weltkrieg in Żywiec blieb, als es zur Zweiten Polnischen Republik kam.

### In der Zweiten Polnischen Republik
Nach der Niederlage Österreich-Ungarns im Ersten Weltkrieg wurde das Gebiet Galiziens 1919 in die Zweite Polnische Republik eingegliedert, zu der Żywiec als Kreisstadt des Powiat Żywiecki zur Woiwodschaft Krakau gehörte. Das Stadtgebiet wurde 1929 und 1939 durch Eingemeindungen erweitert.
Karl Albrecht von Habsburg-Altenburg erbte 1933 das Land Saybusch, wurde jedoch nach dem deutschen Überfall auf Polen enteignet, da er sich als Pole fühlend nicht bereit war die Deutsche Volksliste zu unterschreiben. Er wurde von den Besatzern in Teschen und Krakau in Haft genommen und mehrfach gefoltert. Seine Ehefrau konnte nach Schweden fliehen, wohin ihr Karl Albrecht nach der sowjetischen Besetzung Polens folgte.

### Zeit der deutschen Besatzung
Nach dem deutschen Überfall auf Polen 1939 kam der Ort – umbenannt in Saybusch – am 26. Oktober 1939 an das nazistische Deutsche Reich. Er bildete als Mittelpunkt des gleichnamigen Kreises (Landkreis Saybusch) einen Teil des neuen Regierungsbezirkes Kattowitz in der preußischen Provinz Schlesien, ab 18. Januar 1941 in der Provinz Oberschlesien.
Im März oder April 1940 wurden gezielt Mitglieder der polnischen Intelligenz verhaftet und getötet. Im Rahmen der Aktion Saybusch wurden zwischen September und Dezember 1940 aus den besetzten Gebieten des Saybuscher Landes 17.993 Polen vertrieben, um Volksdeutsche ansiedeln zu können. Die meisten Polen wurden in das Generalgouvernement umgesiedelt. Junge Männer wurden teilweise als Zwangsarbeiter in das Deutsche Reich verschleppt.
Ab dem 30. November 1940 wurde die Stadt von einem deutschen Amtskommissar verwaltet. Mit der Verleihung des Rechtes der Deutschen Gemeindeordnung vom 30. Januar 1935 an die Stadt Saybusch stand ab 1. April 1942 bis Kriegsende an der Spitze der Ortsverwaltung ein deutscher Bürgermeister.
Im März 1945 gab es schwere Gefechte um die Stadt, bei denen die Altstadt stark zerstört wurde. Die zurückweichenden deutschen Truppen sprengten eine Eisenbahn- und zwei Straßenbrücken und verwüsteten den Bahnhof.

### Volksrepublik Polen
Żywiec kam 1945 wieder zu Polen und gehörte bis 1974 administrativ zur damaligen Woiwodschaft Krakau, danach bis 1998 zur Woiwodschaft Bielsko-Biała. Das Stadtgebiet wurde durch weitere Eingemeindungen 1950 und 1976 erweitert. Nach der Jahrhundertflut 1956 entstand 1966 nördlich der Stadt der Stausee Jezioro Żywieckie.

### Dritte Polnische Republik

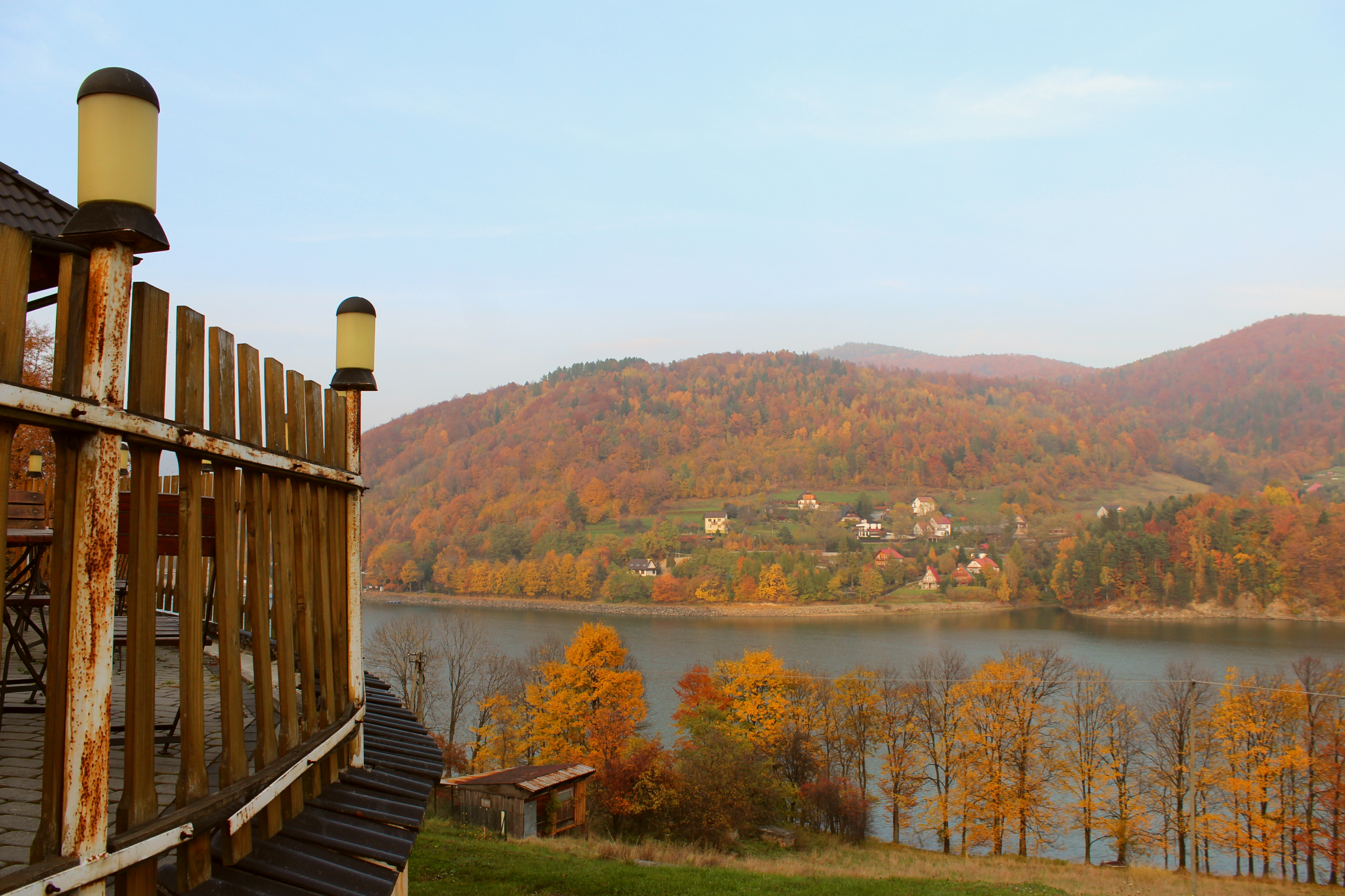
Seeufer

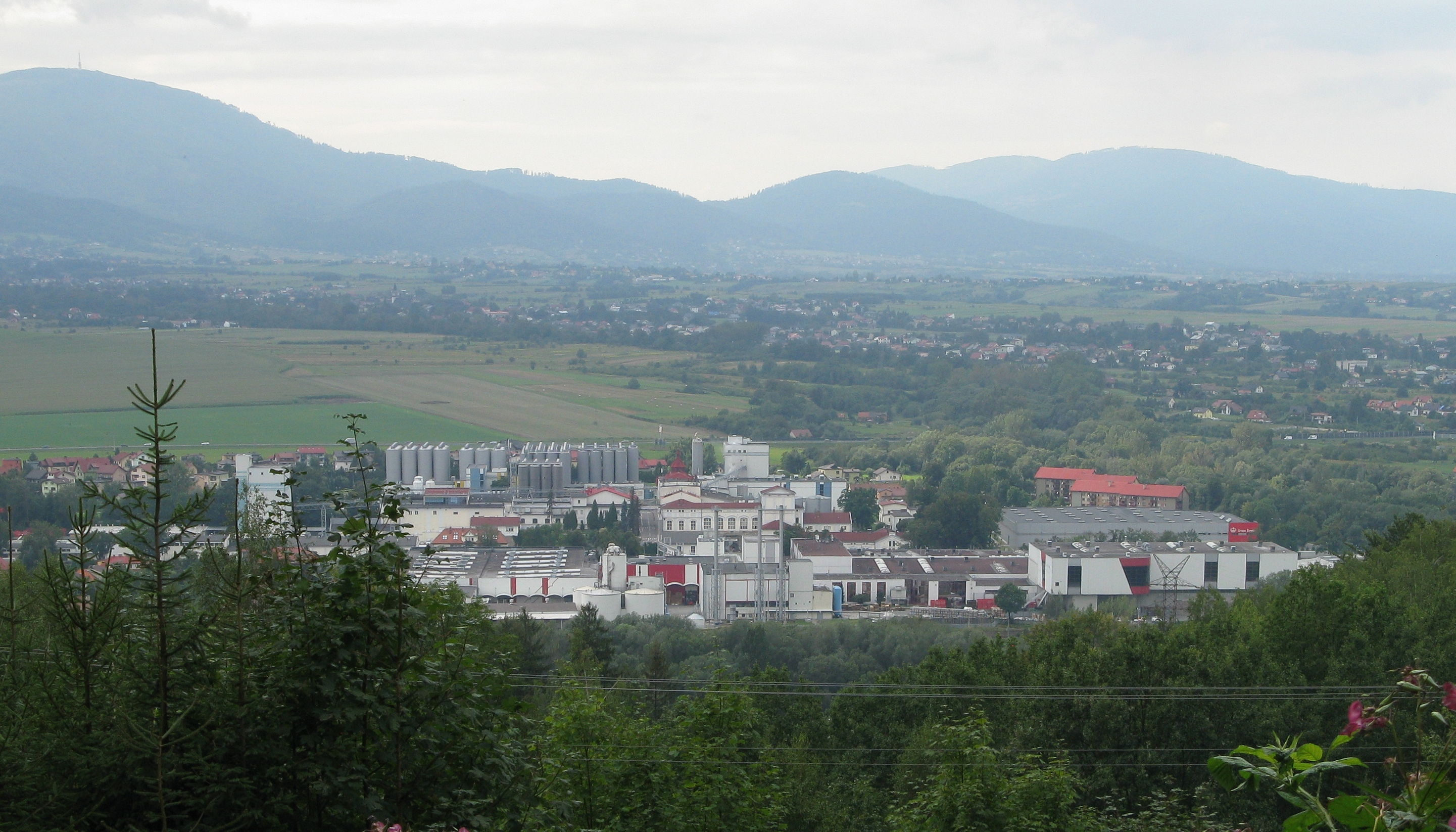
Brauerei Żywiec

Das Stadtgebiet wurde durch weitere Eingemeindungen 1991 und 2001 erweitert. Im Jahr 2000 kehrte die Tochter Karl Albrechts, Maria Krystyna Altenburg, nach Żywiec zurück. Sie lebte bis zu ihrem Tod 2012 im Neuen Schloss, wo sie 1923 geboren wurde.
Żywiec ist auch außerhalb Polens vor allem wegen seines in der Stadtbrauerei hergestellten Bieres der Marke Żywiec bekannt. Aus der Stadtbrauerei ging der heutige Brauereikonzern Grupa Żywiec hervor, nachdem 1856 die Erzherzogliche Brauerei Saybusch gegründet worden war, die später als Beskidenbrauerei Seybusch firmierte. Die Grupa Żywiec gehört inzwischen als Tochterunternehmen zum Heineken-Konzern und vertreibt u. a. die Biermarken Warka und Tatra. Unter der Marke Żywiec werden weitere Getränkeprodukte wie Mineralwässer vertrieben, die aus den nahe gelegenen Mineralquellen stammen.

### Historische Ansichten

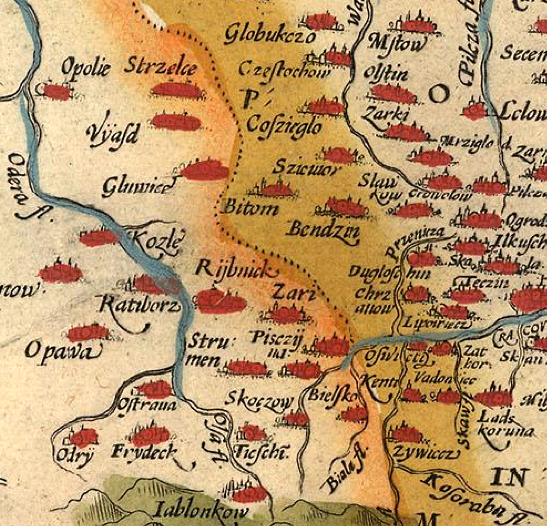
Landkarte 1592
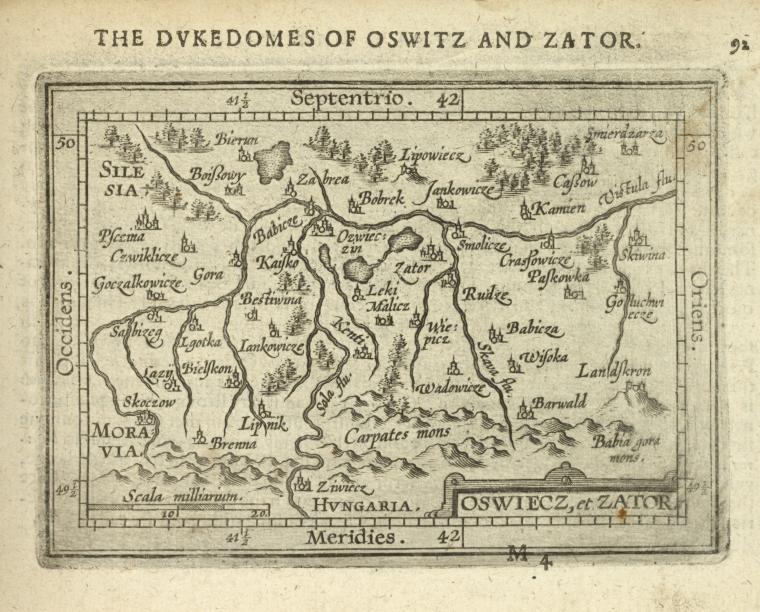
Landkarte 1603
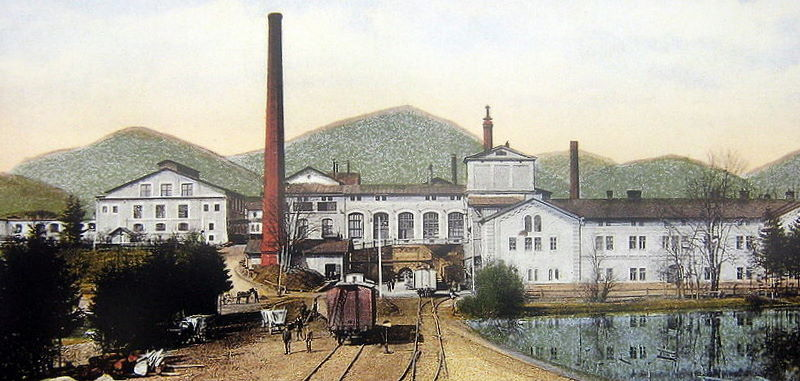
Brauerei um 1900
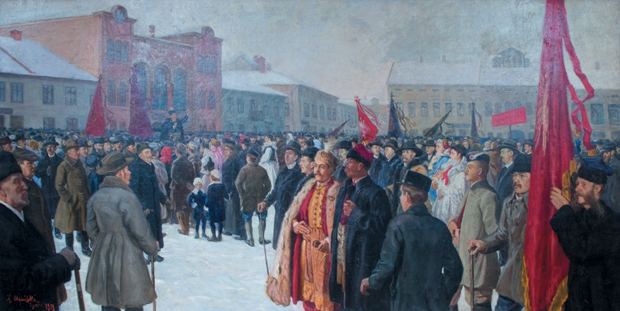
Feierlichkeiten 1919
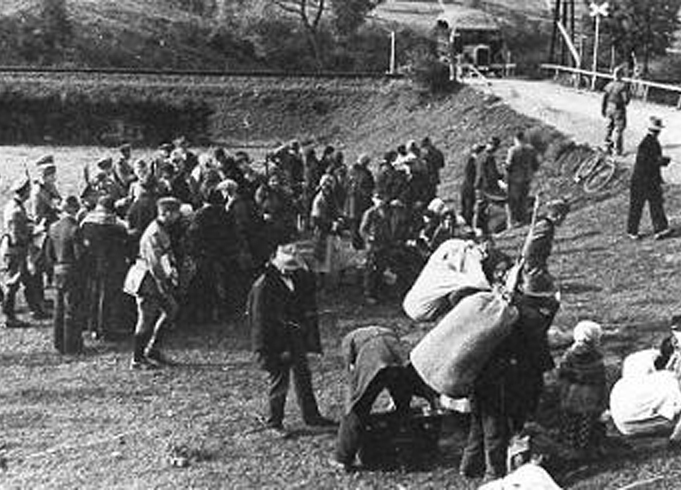
Vertreibung von Polen, Saybusch-Aktion, 1940
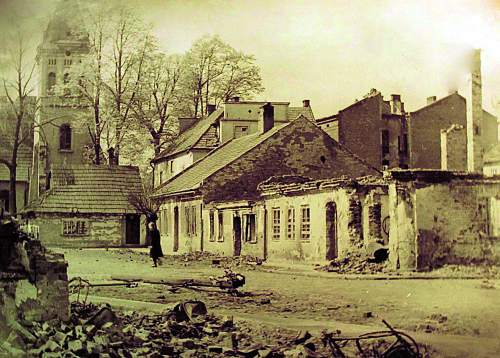
Kriegszerstörung 1945
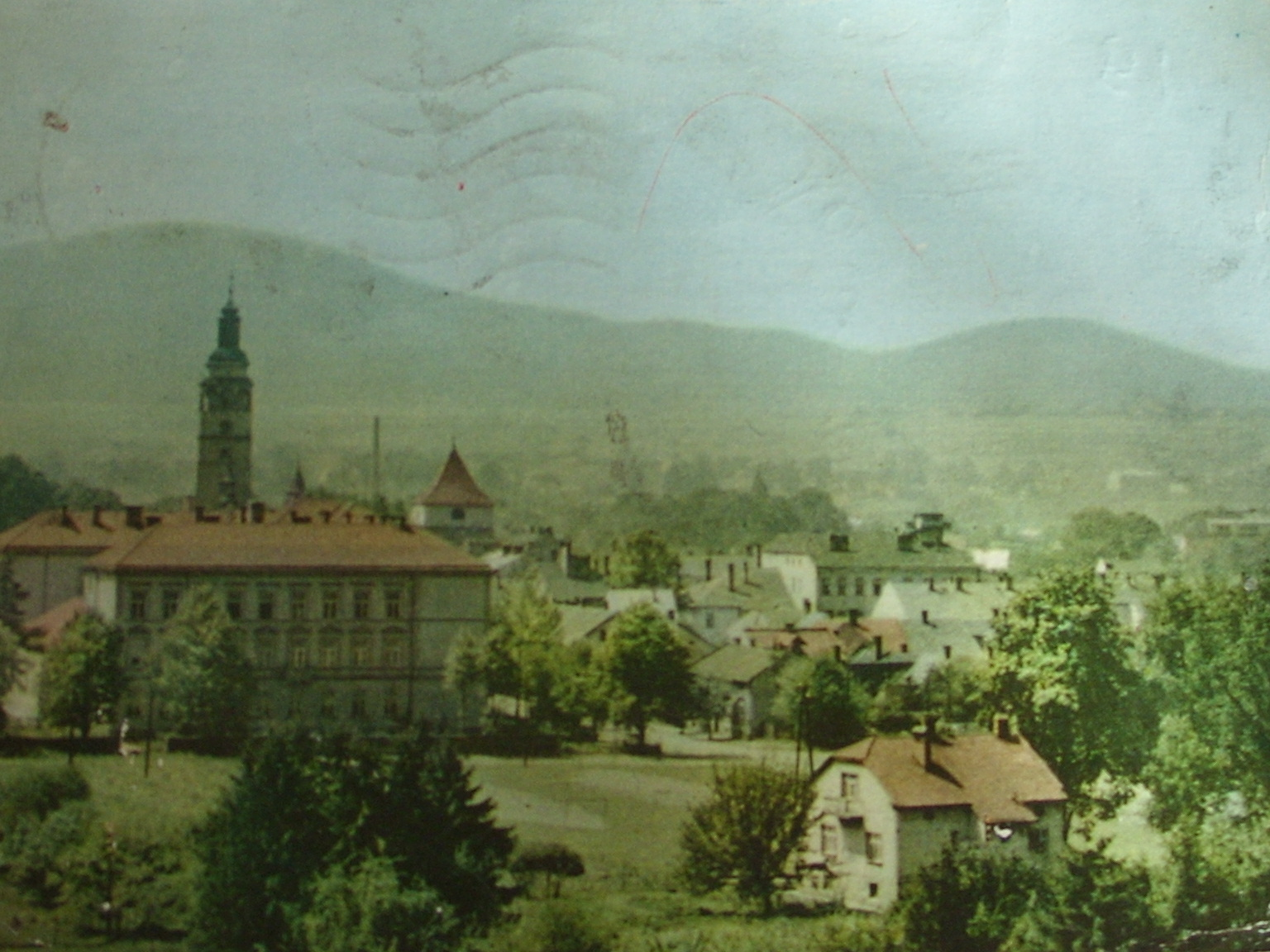
Um 1960

## Religion

### Katholische Kirche

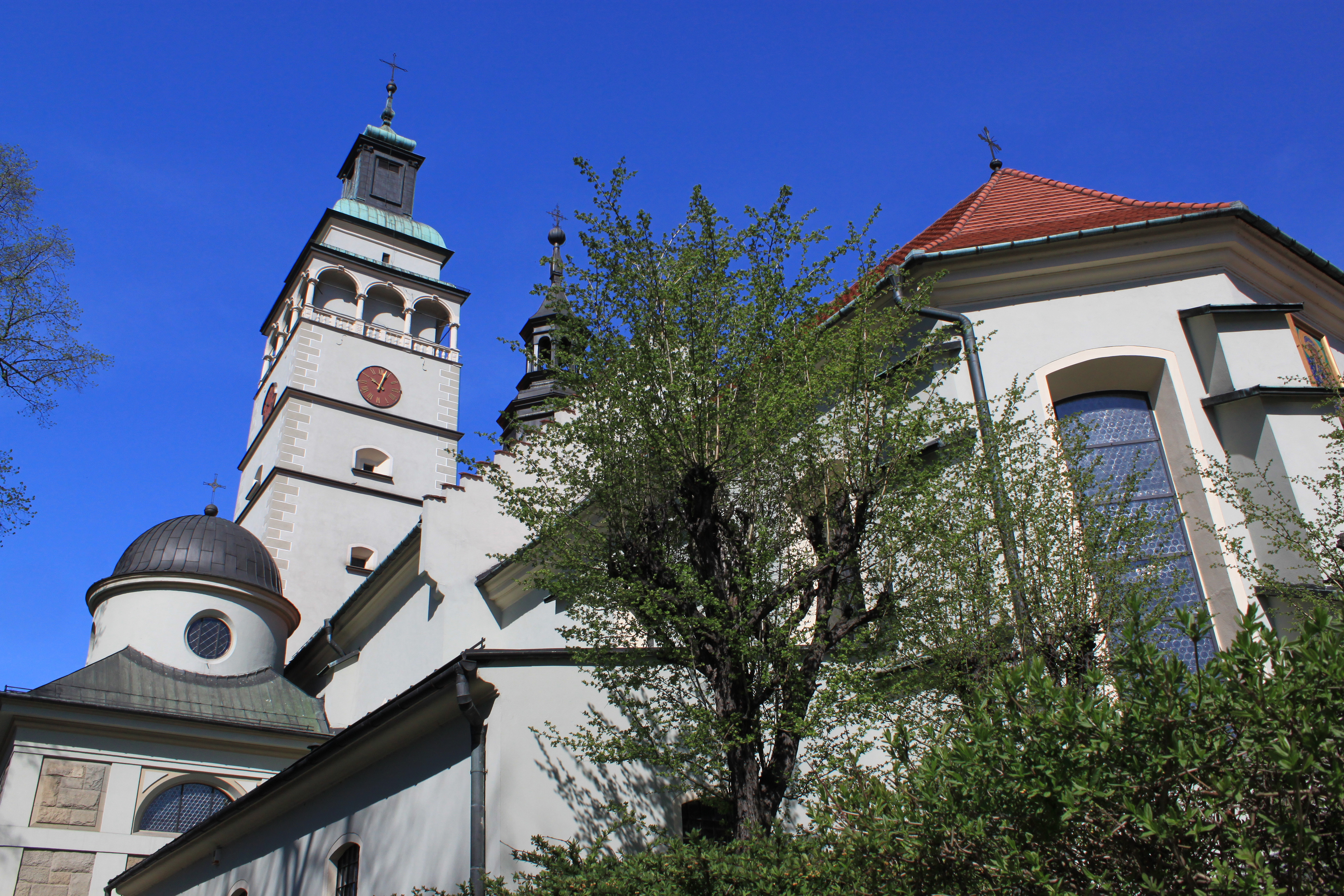
Marienkonkatedrale

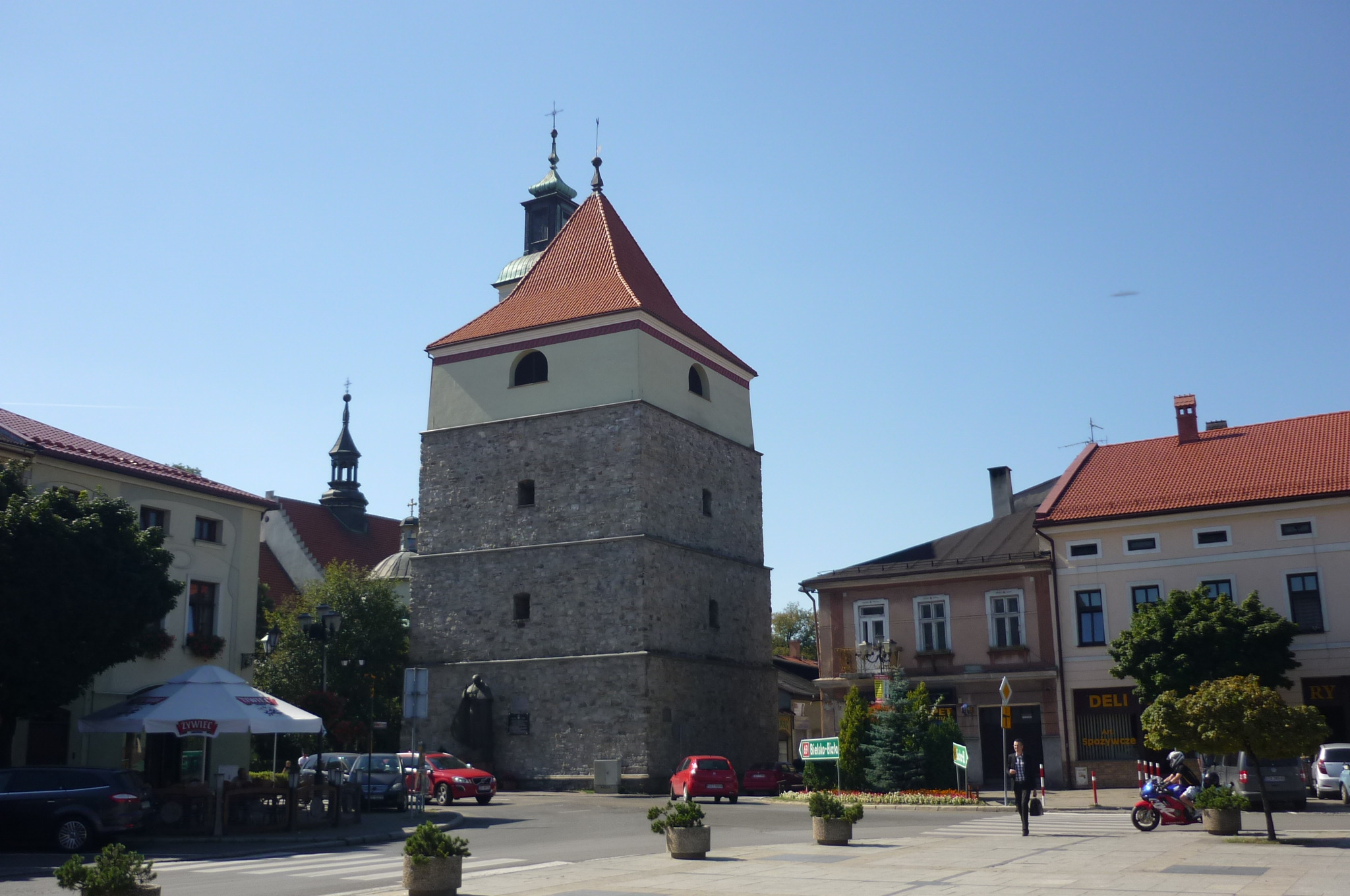
Glockenturm

Die katholische Kirche ist in Żywiec mit fünf Pfarreien vertreten, die zum Bistum Bielsko-Żywiec, einer Suffragandiözese des Erzbistums Krakau, gehören:
- Pfarrei Mariä Geburt
- Pfarrei Christ-König
- Pfarrei St. Florian
- Pfarrei Göttliche Barmherzigkeit
- Pfarrei St. Maximilian Kolbe

### Andere christliche Kirchen
Zudem gibt es in Żywiec Pfarreien von sechs weiteren christlichen Glaubensrichtungen:
- Freie Bibelforscher
- Siebenten-Tags-Adventisten
- drei verschiedene Kirchen der Pfingstbewegung
- Zeugen Jehovas

### Judentum
1629 wurde die Ansiedlung der Juden in der Stadt verboten, deswegen siedelten sich die Juden in den benachbarten Dörfern wie Sporysz und Isep an, aber besonders in Zabłocie.
Zu Beginn des 20. Jahrhunderts lebte in der Umgebung von Saybusch eine jüdische Gemeinde (Sitz in Zabłocie) mit rund 1800 (390 im Jahr 1900 in Zabłocie selbst) Mitgliedern. Im Bereich der Kreuzung zwischen den Straßen ul. Wesoła und ul. Dworcowej wurde in der Mitte des 19. Jahrhunderts die Tempel genannte Synagoge errichtet. In dem Bereich wurden ebenfalls eine Mikwe, eine jüdische Schule und weitere Gebäude gebaut, die in der Zeit der deutschen Besatzung vollständig abgerissen wurden. Nach dem Krieg wurde an der Stelle ein Berufsschulzentrum für das Zimmer- und Bauhandwerk (Zespół Szkół Budowlano-Drzewnych im. Armii Krajowej) errichtet.
Im Juli 2003 wurde am Standort der Synagoge ein Gedenkstein eingeweiht, der auf Polnisch und Hebräisch an die Zerstörung des Gemeindezentrums erinnert: „An diesem Ort stand die Tempel-Synagoge, die während des Zweiten Weltkriegs durch die deutschen Besatzer zerstört wurde. Im Gedenken an die Juden in Żywiec – Die Einwohner von Żywiec – im Juli 2003.“
Der jüdische Friedhof mit rund fünfhundert Grabsteinen ist erhalten und stammt ebenfalls aus dem 19. Jahrhundert.
Ab 1941 wurde die jüdische Gemeinde von Żywiec ausgelöscht: Zunächst wurde ein großer Teil der jüdischen Bevölkerung in das Ghetto von Sucha Beskidzka deportiert. Von dort wurden die Menschen ab 1942 in das KZ Auschwitz gebracht.

## Sport
Der TS Mitech Żywiec (Towarzystwo Sportowe Mitech Żywiec) ist ein Frauenfußballverein, der seit 2009/10 in der 1. polnischen Frauenfußballliga spielt.

## Tourismus

### Sehenswürdigkeiten
- Brauerei Żywiec und das Brauereimuseum Żywiec als Ankerpunkt der Europäischen Route der Industriekultur[17] und Station der Route der Technischen Denkmäler in der Woiwodschaft Schlesien (polnisch Szlak Zabytków Techniki Województwa Śląskiego)
- Rathaus
- Bürgerhäuser am Marktplatz
- Marienkonkathedrale mit freistehendem Glockenturm
- Heilig-Kreuz-Kirche
- Florianskirche
- Markuskirche
- St. Maximilian Kolbe
- Altes Schloss
- Habsburger Schloss
- Schlosspark mit Chinesischem Haus
- Alte Feuerwache
- Hauptbahnhofsgebäude
- Floriansbrunnen
- Verklärung Christ Friedhof
- Jüdischer Friedhof

### Wandern
In der näheren Umgebung von Saybusch in den Kleinen Beskiden fährt eine Standseilbahn vom Ort Międzybrodzie Żywieckie zum Berg Żar (767 m). Durch die Stadt führen vier markierte Fernwanderwege.

## Persönlichkeiten

### Söhne und Töchter der Stadt
- Karl Stephan von Österreich (1860–1933), Mitglied des Hauses Habsburg-Lothringen und Admiral der österreich-ungarischen Marine, Anwärter auf die polnische Krone
- Walter Fischer (1872–1931), Organist und Hochschullehrer
- Wilhelm Brasse (1917–2012), Fotograf und KZ-Überlebender
- Daniel Rufeisen (1922–1998), Karmelit und KZ-Überlebender, geboren in Zadziele bei Żywiec
- Natalia LL (1937–2022), Künstlerin
- Marek Motyka (* 1958), Fußballtrainer
- Marcin Rozynek (* 1971), Rocksänger, Komponist, Songwriter und Musikproduzent
- Magda (* 1975), polnisch/US-amerikanische DJ
- Piotr Haczek (* 1977), ehemaliger Leichtathlet
- Ryszard Szary (* 1979), ehemaliger Biathlet
- Agata Wróbel (* 1981), Gewichtheberin
- Tomasz Jodłowiec (* 1985), Fußballer
- Stanisław Kępka (* 1985), ehemaliger Biathlet
- Monika Brodka (* 1987), Popsängerin
- Kinga Szemik (* 1997), Fußballnationaltorhüterin
- Jarosław Krzak (* 2000), Skispringer

### Personen mit Bezug zur Stadt
- Eugen Hering (1906–1997), Senatspräsident des deutschen Bundesverwaltungsgerichts, 1940–43 Landrat im Ort

## Städtepartnerschaften
Żywiec hat Städtepartnerschaften mit:
| Unterhaching          | Deutschland, Bayern |
| Riom                  | Frankreich          |
| Adur District Council | Großbritannien      |
| Szczytno              | Polen               |
| Čadca                 | Slowakei            |
| Liptovský Mikuláš     | Slowakei            |
| Gödöllő               | Ungarn              |